# 玉藻前 (NHK人形劇)
玉藻前（たまものまえ）は、1953年2月20日から同年10月30日までNHKテレビで放送されていた人形劇。

## 概要
NHK連続人形劇第1作。全12回。こども向け作品として制作されず、夕方ではなく金曜夜に放送されていた。1961年にリメイク版を放送。

## 放送時間
NHKテレビ：金曜 19:30 - 20:00

## 放送リスト
| 話数 | サブタイトル     | 放送日         |
| ---- | ---------------- | -------------- |
| 1    | 不明             | 1953年2月20日  |
| 2    | 怪異の巻         | 1953年3月27日  |
| 3    | 花宴の巻         | 1953年4月24日  |
| 4    | 生贄の巻         | 1953年5月29日  |
| 5    | 阿闇梨物狂いの巻 | 1953年6月19日  |
| 6    | 雨乞いの巻       | 1953年7月10日  |
| 7    | 千枝松破門の巻   | 1953年8月7日   |
| 8    | 天狗騒動の巻     | 1953年8月28日  |
| 9    | 執念の巻         | 1953年9月11日  |
| 10   | 黒髪変化の巻     | 1953年9月25日  |
| 11   | 妖狐の巻         | 1953年10月9日  |
| 12   | 不明             | 1953年10月30日 |

## 声の出演
- 玉藻前：木下喜久子
- 忠通：須永宏
- 実雅：名古屋章
- 東京放送劇団

## スタッフ
- 原作：岡本綺堂「玉藻の前」
- 脚本：原田重久
- 人形操作：結城座
- 囃子：玉藻会

## リメイク作品
- 1961年8月12日 NHK教育テレビ 土曜 21:00 - 22:00
1961年のリメイク版の映像がNHKに残っており、その一部映像が2012年2月12日の『NHKアーカイブス』（NHK総合テレビジョン）にて紹介された。